# Gymnothorax prismodon
Gymnothorax prismodon es una especie de pez de la familia de los morénidas en el orden de los Anguilliformes.

## Morfología
Los machos pueden llegar a alcanzar los 49,7 cm de longitud total.

## Distribución geográfica
Se encuentra en Kiribati, Hawái e Islas Marquesas.